# Наум Русенски
Наум е духовник от Българската православна църква и русенски митрополит от 2014 година.

## Биография
Роден е на 19 октомври 1968 година във Варна със светското име Наум Андонов Димитров. Завършва средно си образование в Техникума по обществено хранене „Проф. д-р Асен Златаров“ в родния си град. Учи в паралелния курс на Софийската духовна семинария „Св. Йоан Рилски“ на гара Черепиш, а през 1994 година завършва Богословския факултет на Софийския университет „Св. Климент Охридски“. Подстриган е за монах на 22 декември 1990 година, още като студент в Богословския факултет, от епископ Герасим Браницки, под духовното наставничество на митрополит Кирил Варненски и Великопреславски, в Златарския манастир „Св. апостоли Петър и Павел“. На Православна неделя в 1991 година е ръкоположен за йеродякон от митрополит Кирил във варненския катедрален храм „Успение Богородично“. На 26 юли 1992 година е ръкоположен за йеромонах от митрополит Кирил в храма „Света Параскева“. От септември 1992 тодина до юли 1996 година е ефимерий и учител в Пловдивската духовна семинария „Св. св. Кирил и Методий“, а през летните месеци е ефимерий и в Бачковския манастир. От февруари до май 1997 година е на специализация в Гърция. На 1 юни 1997 година е назначен за енорийски свещеник във Велики Преслав, във Варненската и Великопреславска епархия. На 20 декември 1998 година е въведен в архимандритско достойнство от митрополит Кирил в храма „Свети Архангел Михаил“ във Велики Преслав. Според решение на Светия Синод на Българската православна църква от 1 април 2004 година Наум е назначен за главен секретар на Синода и за председател на църковното настоятелство на патриаршеския катедрален храм „Свети Александър Невски“.
На 17 март 2007 година в катедралата е ръкоположен за стобийски епископ и продължава да е главен секретар на Светия Синод. През 2010 година отстъпва председателското място на храма „Свети Александър Невски“ на епископ Тихон Тивериополски.
На 16 март 2014 година русенските епархийски избиратели с 22 гласа го избират за кандидат-митрополит на Русенската епархия. На 23 март 2014 година в синодалния параклис „Свети цар Борис“ с пълно единодушие Светият синод го избира за митрополит на Русенската епархия. На 5 април пристига в епархията си и е въдворен като епархийски митрополит, а на 6 април 2014 година отслужва първата си литургия в катедралния храм „Света Троица“.